# Balanus rhizophorae
Balanus rhizophorae is een zeepokkensoort uit de familie van de Balanidae. De wetenschappelijke naam van de soort is voor het eerst geldig gepubliceerd in 1978 door Ren & Liu.